# Charles E. Townsend

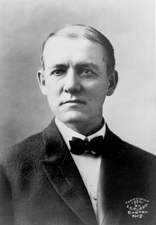
Charles E. Townsend

Charles Elroy Townsend, född 15 augusti 1856 nära Concord, Michigan, död 3 augusti 1924 i Jackson, Michigan, var en amerikansk republikansk politiker. Han representerade delstaten Michigan i båda kamrarna av USA:s kongress, först i representanthuset 1903–1911 och sedan i senaten 1911–1923.
Townsend studerade vid University of Michigan. Han arbetade som lärare i Concord 1881–1886. Han studerade juridik och inledde 1895 sin karriär som advokat i Jackson.
Townsend besegrade sittande kongressledamoten Henry C. Smith i republikanernas primärval inför kongressvalet 1902. Han vann sedan själva kongressvalet och tillträdde som kongressledamot i mars 1903. Han efterträdde 1911 Julius C. Burrows som senator för Michigan. Han besegrades av demokraten Woodbridge N. Ferris i senatsvalet 1922.
Townsend var av engelsk härkomst. Han gravsattes på Maple Grove Cemetery i Concord, Michigan.